# Пустошка (приток Сали)
Пустошка (Эча) — река в России, протекает в Большеболдинском районе Нижегородской области. Устье реки находится в 19 км по левому берегу реки Саля. Длина реки составляет 15 км, площадь бассейна — 77,7 км².
Исток реки находится западнее села Михалко-Майдан (Пикшенский сельсовет) в 11 км к югу от райцентра, села Большое Болдино близ границы с Мордовией. Река течёт на север, протекает деревни Павловка и Ивановка, а также село Пикшень, центр Пикшенского сельсовета. Возле села на реке плотина и запруда, в самом селе автомобильный мост. Ниже села Пикшень впадает в Салю.

## Данные водного реестра
По данным государственного водного реестра России относится к Верхневолжскому бассейновому округу, водохозяйственный участок реки — Сура от устья реки Алатырь и до устья, речной подбассейн реки — Сура. Речной бассейн реки — (Верхняя) Волга до Куйбышевского водохранилища (без бассейна Оки).
По данным геоинформационной системы водохозяйственного районирования территории РФ, подготовленной Федеральным агентством водных ресурсов:
- Код водного объекта в государственном водном реестре — 08010500412110000039449
- Код по гидрологической изученности (ГИ) — 110003944
- Код бассейна — 08.01.05.004
- Номер тома по ГИ — 10
- Выпуск по ГИ — 0